# Robert 2. af Frankrig
Robert 2., kaldet Robert den Fromme (fransk: Robert le Pieux), (27. marts 972–20. juli 1031) var konge af Frankrig fra 996 til 1031. Han var medlem af Huset Capet, født i Orléans som søn af kong Hugo Capet (938-996) og Adelheid af Akvitanien (952-1004).

## Regering
Robert blev kronet som medkonge for sin far Hugo Capet i 987. Robert var Frankrigs konge fra 996 til sin død i 1031.
Robert støttede forløberen for Den gregorianske reformbevægelse, der udgik fra Abbediet Cluny. Han erobrede hertugdømmet Burgund i 1015.

## Familie
Robert var gift tre gange. Paven opløste hans andet ægteskab, der var med kusinen Bertha af Burgund (952-1035). 
De meste kendte af hans sønner var: 
- Hugo Magnus (1007 – 17. september 1025), der blev faderens medkonge i 1017.
- Henrik 1. af Frankrig, konge 1031–1060.
- Robert 1. af Burgund (1011 – 21. marts 1076), der var hertug af Burgund i 1032-1076.